# Windows 2000 Server
A Microsoft Windows 2000 Server ("NT 5.0") a ötödik kiadása a Microsoft Corporation által létrehozott Windows NT termékcsaládnak. A terméket a Microsoft elsősorban vállalati kiszolgálónak szánta, a három verziót Windows 2000 Server, Windows 2000 Advanced Server, Windows 2000 Datacenter Server 2000 február 17-én mutatta be a nagyközönségnek.
Az ötödik Windows NT kiadással a Microsoft szakított azzal a hagyománnyal, hogy a termék neve tartalmazza az NT rövidítést. Az új verzióból (bár limitált kiadásban) készült Intel 64-Bit Itanium architektúrát támogató kiadás.
A Microsoft Windows 2000 operációs rendszerére használatos még a Win2K vagy W2K elnevezés.

## Leírás
A Windows 2000 Server a következőkben változott az előd Windows NT Server 4.0 verzióhoz képest.
- Új felület és menürendszer. A ritkán használt parancsikonok eltűnnek.
- Megjelent a Safe Mode és a Command Line Options hibaelhárítási funkció.
- Megjelent az NTFS 3.0 fájlrendszer.
- Natív módon támogatott FAT32 fájlrendszer.
- Megjelent a töredezettségmentesítő eszköz.
- Megjelent a Plug and Play.
- Bevezetésre került a Driver Model WDM (Windows Driver Model).
- Megjelent a kibővített ACPI támogatás (Szoftver-vezérelt energiatakarékos rendszerek támogatása)
- Megjelent az energiatakarékos "alvó" üzemmód.
- Bevezetésre került a DVD, Firewire (IEEE 1394) és USB támogatás. (Windows 2000 SP4 után USB 2.0 verziót is!)
- Intel HT (HyperThreading) processzorok támogatása.
- Előtelepített Internet Explorer 5.0
- Előtelepített Outlook Express 5.0
- Megjelent az UDF (Universal Disk Format)
- Megjelent az EFS (Encrypting File System) (NTFS 3.0 egyik új funkciójaként)
- Megjelent a Internet Information Server (IIS) 5.0
- Megjelent az Active Server Pages (ASP)
- Megjelent az Active Directory (AD)
- Megjelent az Internet Connection Sharing
- Megjelent az Windows Management Instrumentation (WMI)
- Bevezetésre került a Logical Disk Manager és ezáltal a dinamikus lemezek
- Adminisztráció most már MMC-n keresztül
- Bevezetésre került az Routing and Remote Access Service (RRAS)
- Megjelent a dinamikus Domain Name System (DNS) (csak Active Directory esetén)
- Megjelent az IPsec
- Smart card támogatás
- Megjelent a Microsoft Connection Manager Administration Kit (CMAK) és a Connection Point Services szolgáltatás
- Megjelent a Group Policy (csak Active Directory esetén)
- Megjelent az MSMQ 2.0
- Megjelent a TAPI 3.0
- Megjelent a COM +, Microsoft Transaction Server és Distributed Transaction Coordinator
- Megjelent a Simple Network Time Protocol (SNTP), amely gyakorlatilag az NTP protokoll egyszerűsített változata, ami úgy jött létre, hogy kikerült néhány olyan algoritmus amire a szervernek nincs szüksége.

## Futtató környezet
A kiszolgáló (Server) támogatja az Intel x86 és az Intel 64-Bit Itanium architektúrát egyaránt. A rendszer felépítése mikro-kernel alapú, ami támogatja a maximum 4 processzort, és 4 GB virtuális memóriát, Advanced Server esetében a maximum 8 processzort, és 8 GB virtuális memóriát, Datacenter Server esetében a maximum 32 processzort, és 64 GB virtuális memóriát.
|                                    | Minimális rendszer követelmény | Ajánlott rendszer követelmény |
|                                    | Intel x86                      | Intel x86                     |
| ---------------------------------- | ------------------------------ | ----------------------------- |
| Processzor                         | Intel Pentium 133 MHz          | x86 1 GHz                     |
| Memória                            | 128 MB                         | 1 GB                          |
| Videókártya                        | VGA                            | SVGA                          |
| Szabad lemezterület a merevlemezen | 1 GB                           | 20 GB                         |
| CD-ROM                             | IDE, SCSI                      | IDE, SCSI (DVD-ROM)           |

## Javítócsomagok
| Javítócsomag             | Kiadás dátuma   |
| ------------------------ | --------------- |
| Alap Windows 2000 kiadás | 2000. február   |
| Service Pack 1 (SP1)     | 2000. augusztus |
| Service Pack 2 (SP2)     | 2001. május     |
| Service Pack 3 (SP3)     | 2002. augusztus |
| Service Pack 4 (SP4)     | 2003. június    |

## Külső hivatkozások
- GUIdebook: Windows 2000 Professional screenshot galéria